# リョ・グヮンホ
リョ・グヮンホ（英語: Ryu Gwang Ho、1970年7月21日 - ）は、北朝鮮出身の女性フィギュアスケート選手（アイスダンス）。パートナーはパク・ウンシル。
1992年アルベールビルオリンピック北朝鮮代表。北朝鮮代表として史上初めてアイスダンス競技でオリンピック出場を果たす。

## 主な戦績
| 大会/年          | 1991-92 |
| ---------------- | ------- |
| 冬季オリンピック | 19      |